# نینا بیرس
 نینا بیرس (انگلیسی: Nina Byers؛ زاده ۱۹۳۰) فیزیک‌دان شاخهٔ فیزیک نظری، پروفسور پژوهش و استاد بازنشستهٔ بخش فیزیک و نجوم دانشگاه UCLA بود.